# Oropallene dolichodera
Oropallene dolichodera är en havsspindelart som beskrevs av Child, C.A. 1995. Oropallene dolichodera ingår i släktet Oropallene och familjen Callipallenidae. Inga underarter finns listade i Catalogue of Life.